# Sacro Convento

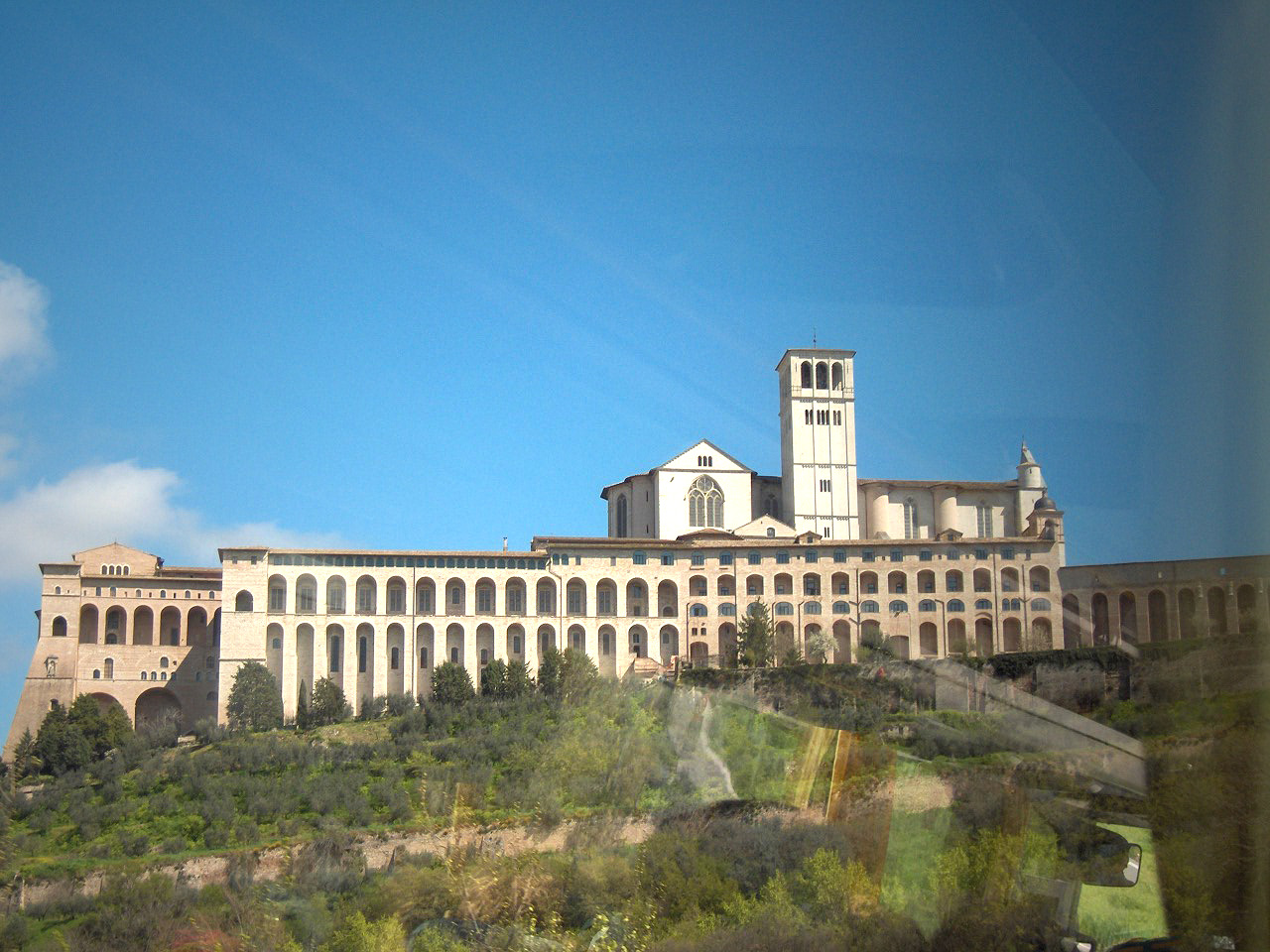
Basilika und Kloster vom Tal aus gesehen

Als Sacro Convento bezeichnen die Franziskaner-Minoriten das Mutterkloster und zugleich geistliche Zentrum ihres Ordens in Assisi, in Umbrien, Italien.
Das Gebäude des Klosters ist zusammen mit der Basilika San Francesco, in deren Krypta die Gebeine des Heiligen Franz von Assisi ruhen, am Rande Assisis an die Hänge des Monte Subasio gebaut. Dort, am sogenannten Höllenhügel (Collo d’Inferno) außerhalb der damaligen Stadtmauer Assisis, wo Hinrichtungen stattfanden, wollte Franziskus begraben werden, in Erinnerung an sein Vorbild Jesus von Nazareth, der wie ein Verbrecher außerhalb von Jerusalem hingerichtet wurde.

## Geschichte
Mit dem Bau der Basilika und des Klosters wurde im Juli 1228 begonnen, im Jahr der Heiligsprechung von Franziskus durch Papst Gregor IX., der den Bau der Grabeskirche des Heiligen angeregt hatte und am 17. Juli 1228 selbst den Grundstein legte.

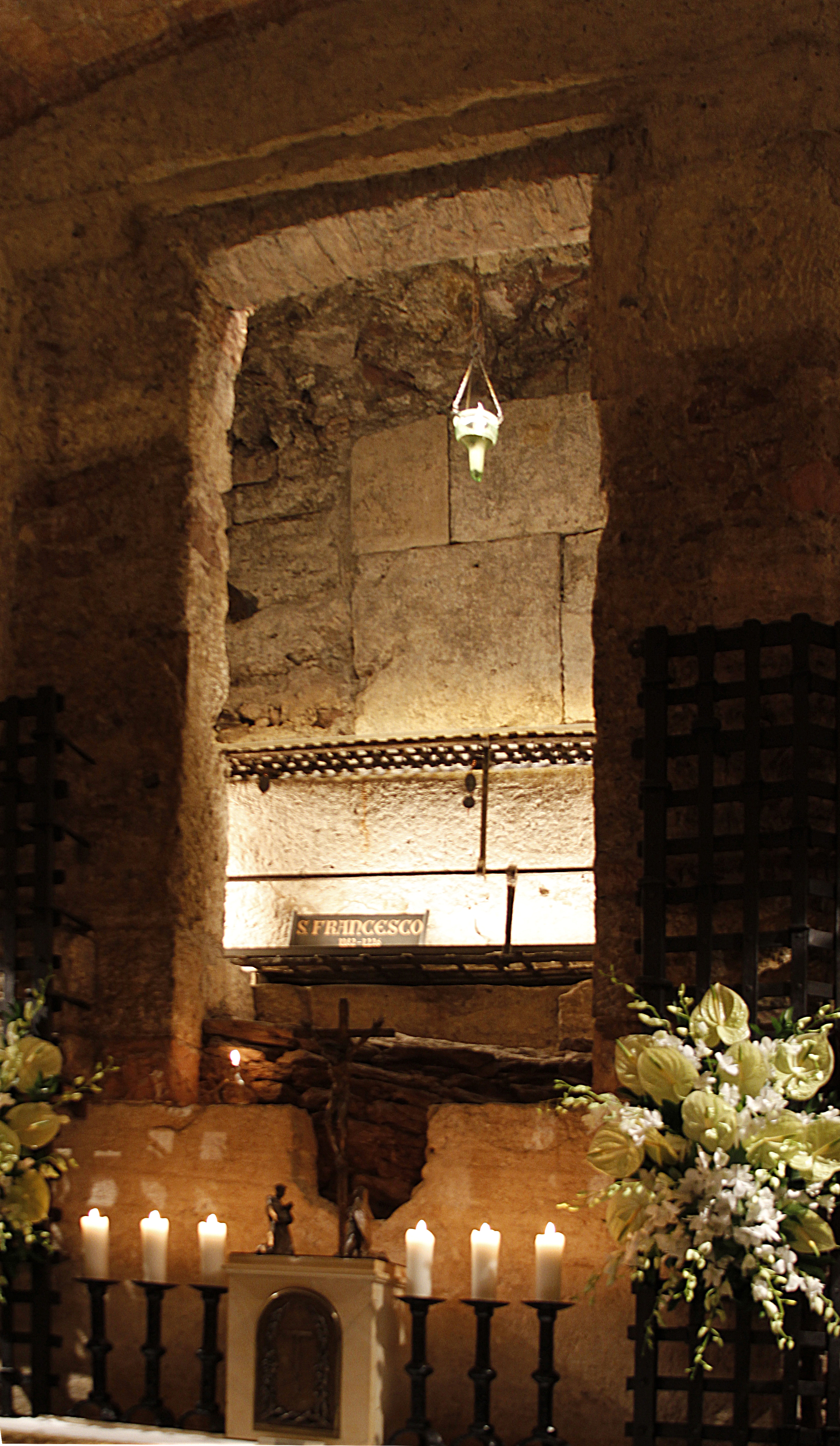
Grab des Hl. Franziskus in der Krypta

Der gesamte Kirchen-Komplex ist als Doppelkirche geplant und ausgeführt, mit der sogenannten Oberkirche Basilica Superiore und einer Etage tiefer der Unterkirche Basilica Inferiore. Untrennbar mit diesen Kirchen verbunden ist das Kloster Sacro Convento, das Mutterhaus aller Franziskanerklöster.
Der hl. Franziskus, der schon am 3. Oktober 1226 in Portiunkula verstorben war, wurde zunächst in der Kirche San Giorgio (an der Stelle der heutigen Grabeskirche Santa Chiara für die heilige Klara) beigesetzt und wurde dann 1230, nach zwei Jahren Bauzeit schon, in die soweit fertiggestellte Unterkirche überführt.
Die Historiker sind sich darin einig, dass der gesamte Komplex innerhalb von 11 Jahren, etwa 1239, fertiggestellt war. Der ursprüngliche Klosterbereich enthielt ein  Refektorium (Speisesaal), ein Dormitorium (Schlafsaal), einen Kapitelsaal (Versammlungsraum), einen päpstlichen Saal und ein Scriptorium-Bibliothek. In den ersten zwei Jahrhunderten ihrer Entstehung stand die Bibliothek mit einer ähnlichen Anzahl von Handschriften (Manuskripte) im Wettstreit mit den Bibliotheken der Sorbonne und mit der von Avignon.
Im 15. Jh., unter Papst Sixtus IV., wurde das Kloster stark vergrößert und als Sommerresidenz der Päpste genutzt.
Im 17. Jahrhundert stifteten die spanischen Könige dem Sacro Convento ein größeres Gästehaus, sodass die Brüder besser die zahlreichen Pilger beherbergen konnten.

### Berühmte Bewohner
- der Komponist Giuseppe Tartini entwickelte hier von 1710 bis 1713 seine musikalischen Künste.

## Heutige Verwendung
1971 wurde ein vom Vatikan genehmigtes theologisches Institut eingerichtet, an dem Studenten aller Ordenszweige der Franziskaner, auch die der Schwesterngemeinschaften, sowie Benediktiner ausgebildet werden. Auch Priesteramtskandidaten der Diözese sowie Laien können dort religiöse Studien betreiben.

## Kloster und Basilika

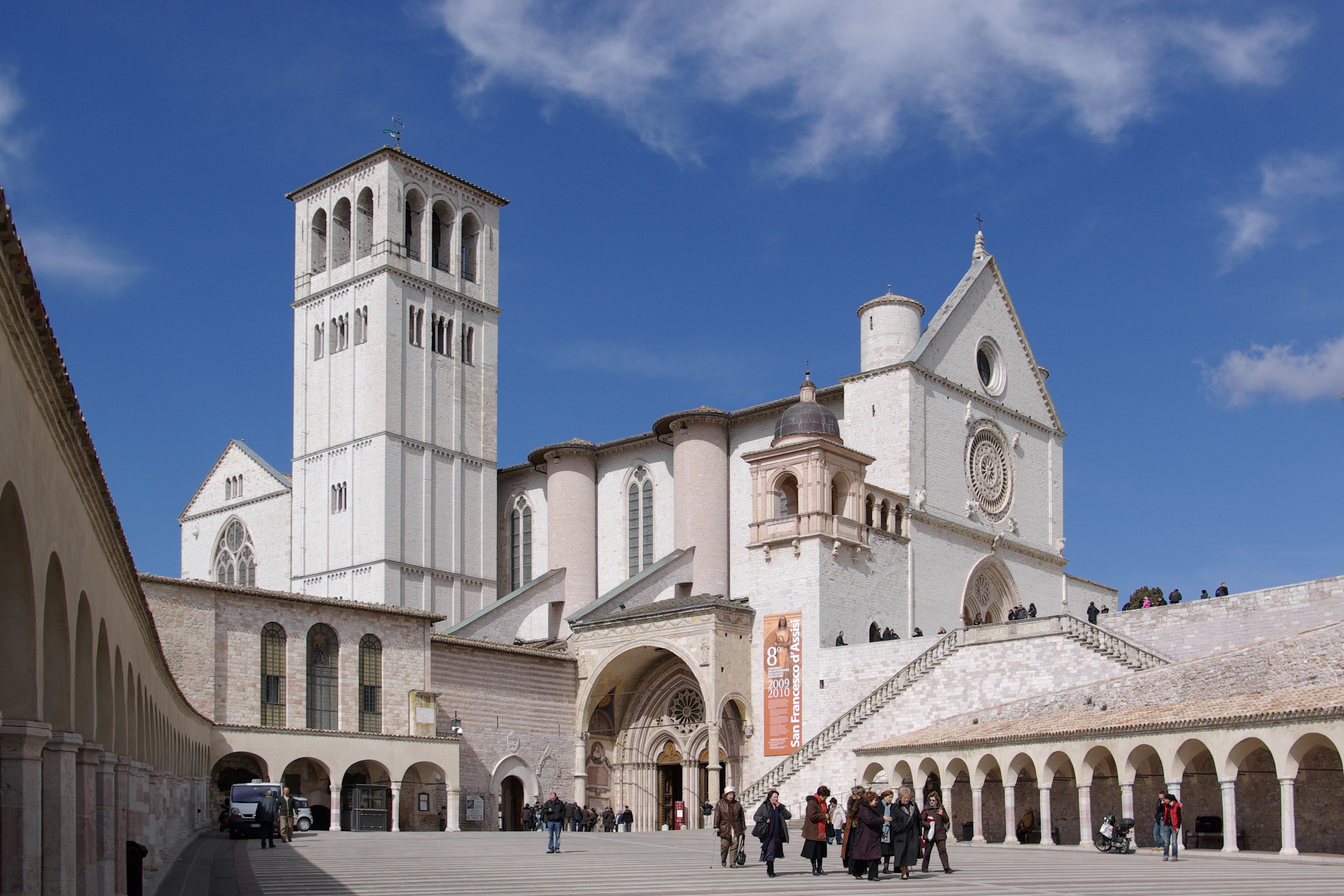
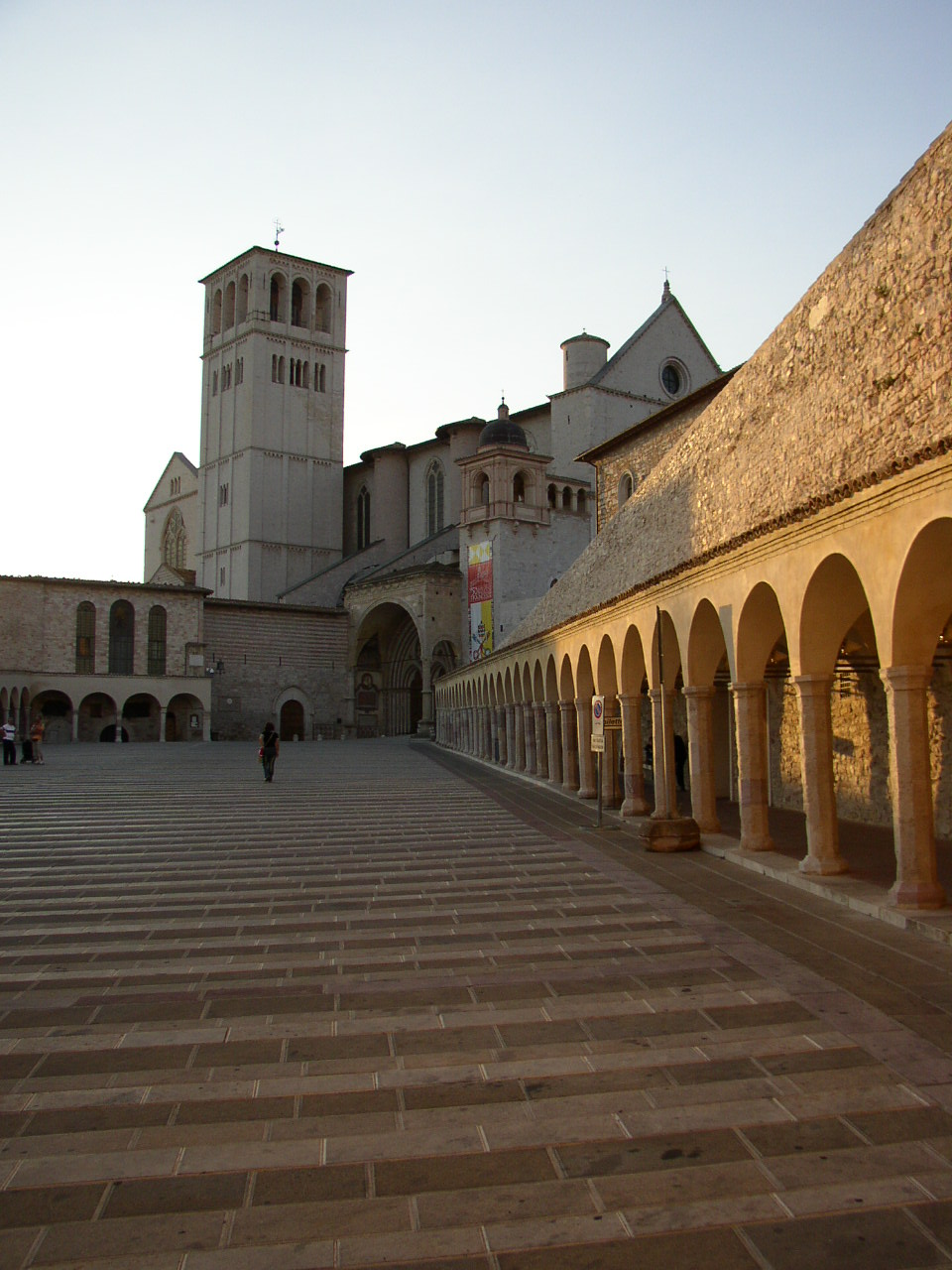
Kloster
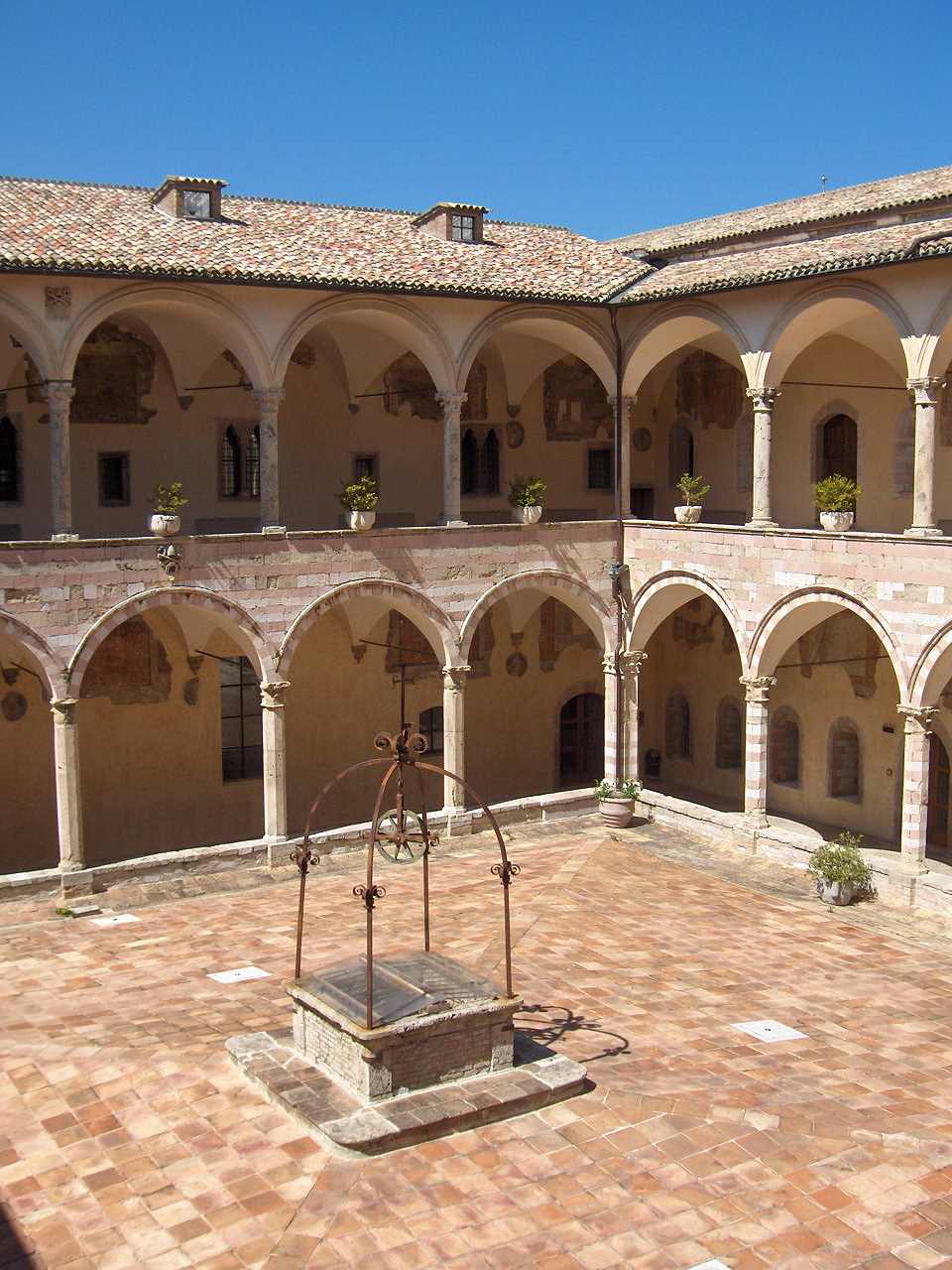
Hof des Klosters